# Diablo IV
Diablo IV é um RPG de ação e hack and slash on-line desenvolvido e publicado pela Blizzard Entertainment, sendo o quarto título da série Diablo. Em 1° de novembro de 2019, durante a Blizzcon, o jogo foi oficialmente anunciado para ser lançado em 5 de junho de 2023 para PlayStation 4, PlayStation 5, Xbox One, Xbox Series X/S e Microsoft Windows. Seu lançamento foi bem recebido pela crítica e pelo público em geral.

## Enredo
Situado no mundo de Santuário, Diablo IV se passa logo após Diablo III: Reaper of Souls. Cultistas invocaram a principal antagonista e filha de Mephisto, Lilith. Depois dos eventos dos jogos anteriores, as forças de anjos e demônios se esgotaram, abrindo uma chance para que ela estabeleça seu poder sobre Santuário.
Antes dos eventos do jogo, Lilith e o anjo Inarius criaram o reino de Santuário para prover refúgio. Essa relação entre anjo e demônio levou ao nascimento dos nephalem, uma nova e poderosa raça. Aqueles que vivem em Santuário acreditam que esse poder traria atenção, e por isso os habitantes consideraram destruí-los. Lilith, não querendo ver suas crianças mortas, destruiu todos que se opuseram a ela, o que levou Inarius a bani-la para o vazio.

## Desenvolvimento
O jogo foi anunciado em 1 de novembro de 2019, durante a Blizzcon, com lançamento planejado para PC, PlayStation 4, e Xbox One. O desenvolvimento para todas as plataformas está sendo feito simultaneamente.
O designer do jogo, Jesse McCree, afirmou que a estética foi inspirada no heavy metal.

## Recepção

### Crítica
Diablo IV recebeu críticas "geralmente favoráveis" para as versões Windows e PlayStation 5, e "aclamação universal" para a versão Xbox Series X, de acordo com o agregador de análises Metacritic. A Windows Central afirmou que este jogo era a "magnum opus da Blizzard" e "o mais importante e fundamental título [da empresa] desde World of Warcraft, superando todas as expectativas". Diablo IV foi elogiado por sua atmosfera, narrativa, visual, design de níveis e melhorias gerais na jogabilidade em relação ao seu antecessor. Travis Northup de IGN chamou de "uma sequência espetacular". Ele elogiou as melhorias feitas em Diablo III, a singularidade e as opções de personalização das classes de personagens, bem como a jogabilidade agradável. Ele criticou a repetição no ato de abertura do jogo, problemas com latência e bugs. O site PCGamesN elogiou os visuais e a estética mais sombrios, afirmando: "É assustador, mas de alguma forma bonito". Apesar de gostar do final do jogo, Ars Technica criticou as árvores de habilidade como sendo básica e mínima, dizendo que "De certa forma, há ainda menos opções para atualizações de habilidades no sistema de Diablo 4 do que em qualquer jogo anterior [da franquia]".
Alessandro Barbosa, da GameSpot, escreveu que a história do jogo era "comovente e cativante", elogiando particularmente o manuseio de Lilith, a principal antagonista do jogo. Barbosa comentou que o jogo dava muito mais ênfase aos companheiros do que nas versões anteriores e destacou a ação momento a momento do jogo como um de seus pontos fortes. No entanto, ele criticou as lutas contra chefes em algumas das masmorras mais comuns do jogo por falta de complexidade, chamando-as de menos interessantes do que as encontradas na história principal.

### Vendas
Em 6 de junho de 2023, a Blizzard Entertainment anunciou que Diablo IV tinha se tornado o jogo da Blizzard Entertainment que vendeu mais rápido na história. Diablo IV arrecadou 666 milhões de dólares em 5 dias após seu lançamento.